# Sverre Hassel

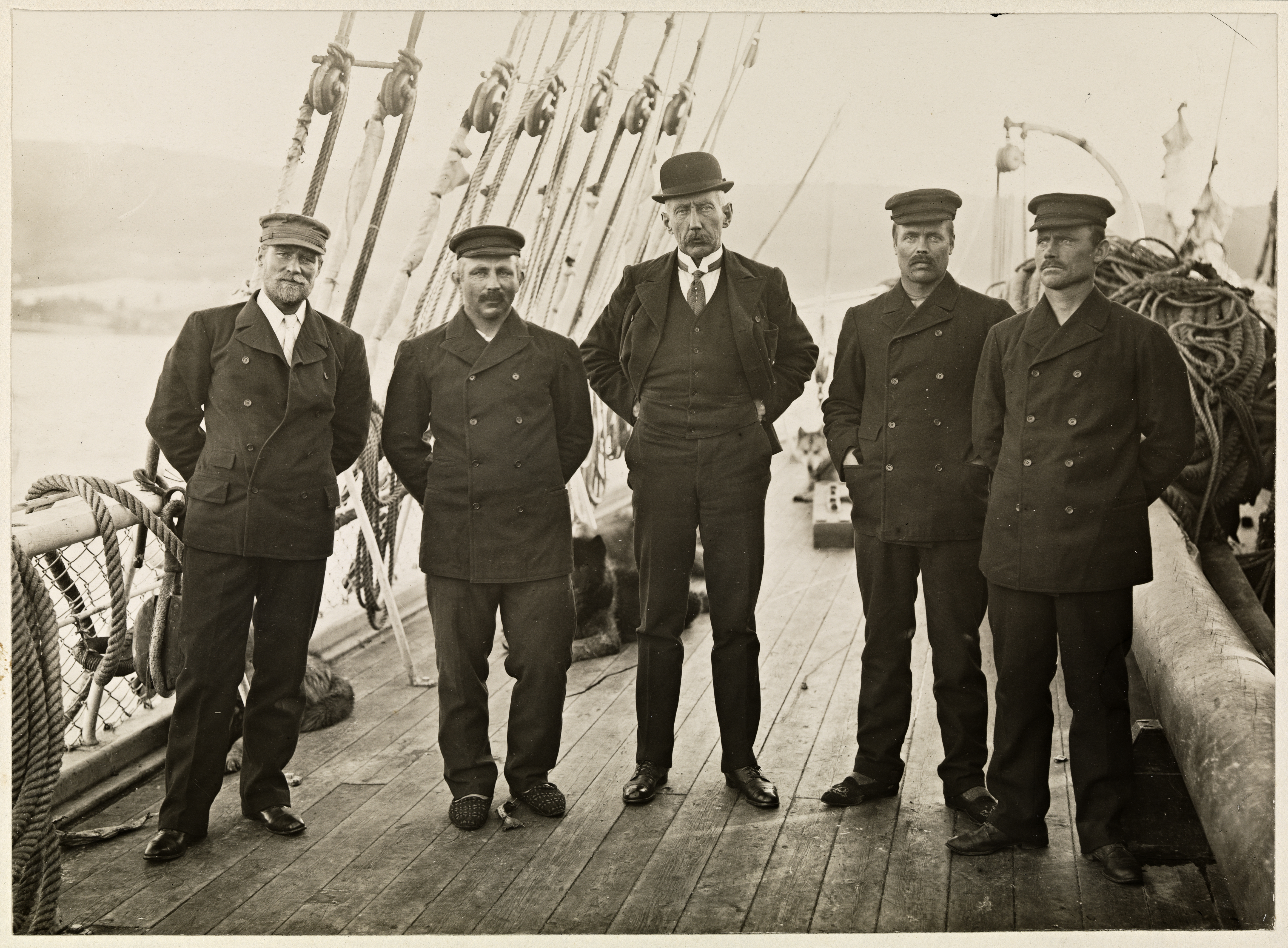
Wykonane w 1912 roku zdjęcie przedstawiające pięciu zdobywców bieguna południowego. Sverre Hassel pierwszy od lewej.

Sverre Hassel (ur. 30 lipca 1876 w Christianii, ob. Oslo, zm. 6 czerwca 1928 tamże) – norweski celnik i polarnik, uczestnik ekspedycji Roalda Amundsena na biegun południowy z lat 1910–1912, członek pięcioosobowej grupy, która jako pierwsza zdobyła biegun południowy.

## Życiorys

### Dzieciństwo i młodość
Urodził się 30 lipca 1876 roku w Christianii (dzisiejszym Oslo). Był synem Martiniusa Pedersena Hassela i Elise Mathei Pedersen. W 1883 roku został przyjęty na pokład "Christianii", statku treningowego dla przyszłych żeglarzy. Kurs trwał kilka lat i zakończył się powodzeniem.

### Podróże polarne
W latach 1898–1902 uczestniczył w dowodzonej przez Otto Sverdrupa wyprawie statku "Fram" na zachodnie wybrzeże Grenlandii i Archipelag Arktyczny. Podczas wyprawy tej nauczył się manewrowania psimi zaprzęgami. Po powrocie do Norwegii wstąpił do norweskiej marynarki wojennej. Przez kolejne kilka lat stacjonował w Horten. W 1904 roku został zatrudniony jako celnik w Kristiansand. W 1910 roku został zaproszony przez Amundsena do uczestnictwa w ekspedycji statku "Fram" na biegun północny. Ofertę tę przyjął, lecz uzyskał zaledwie rok urlopu w pracy i zamierzał uczestniczyć w wyprawie tylko do momentu, w którym "Fram" dotrze do San Francisco. Na krótko przed odpłynięciem z Madery dowiedział się jednak o tym, że prawdziwym celem ekspedycji jest biegun południowy, a nie północny. Zapytany o to, czy nadal chce uczestniczyć w ekspedycji, odpowiedział wówczas twierdząco.
Po dopłynięciu "Frama" na Antarktydę został jedną z dziewięciu osób, które pozostały na zimę w bazie Framheim, podczas gdy reszta załogi wypłynęła w rejs po Oceanie Południowym. 19 października 1911 wyruszył na biegun południowy wraz z czterema towarzyszami: Amundsenem, Oscarem Wistingiem, Olavem Bjaalandem oraz Helmerem Hanssenem. 14 grudnia dotarł na biegun południowy, zaś 25 stycznia 1912 powrócił do bazy Framheim. Podobnie jak pozostali uczestnicy ekspedycji powrócił do Norwegii przez Hobart na Tasmanii oraz Buenos Aires.

### Dalsza działalność
W 1913 roku odmówił Amundsenowi uczestnictwa w ekspedycji na biegun północny i zatrudnił się ponownie jako celnik w Kristiansand. Później pracował także w Frasund. W międzyczasie przeprowadził także serię około 100 wykładów na temat podróży na biegun południowy. W październiku 1916 roku w liście do Fridtjofa Nansena zasugerował przekształcenie statku "Fram" w muzeum. Plan ten został wykonany kilkanaście lat później przez Otto Sverdrupa. W 1922 roku został celnikiem w Grimstad. Pomimo że po raz kolejny nie przyjął propozycji uczestnictwa w ekspedycji Amundsena na biegun północny, utrzymywał dobre relacje ze swoim dawnym przełożonym. 6 czerwca 1928 roku, podczas odwiedzin w posiadłości Amundsena w Uranienborg, w Oslo, zmarł na zawał serca.

## Odznaczenia i upamiętnienie
Po powrocie z wyprawy na biegun południowy został odznaczony Złotym Medalem Bieguna Południowego (norw. nynorsk Sydpolsmedaljen), ustanowionym przez króla Haakona VII z okazji sukcesu wyprawy Amundsena.
Jego imieniem została nazwana znajdująca się na Antarktydzie Góra Hassela, a także Cieśnina Hassela, położona w Archipelagu Arktycznym, pomiędzy Wyspą Amunda Ringnesa a Wyspą Ellefa Ringnesa.